# Might & Magic Heroes VII
Might & Magic: Heroes VII (förkortat Heroes VII eller HoMM7) är ett datorspel i spelserien Heroes of Might and Magic. Spelet utvecklades av Limbic Entertainment och distribueras av Ubisoft och släpptes den 29 september 2015.